# Ovivoor

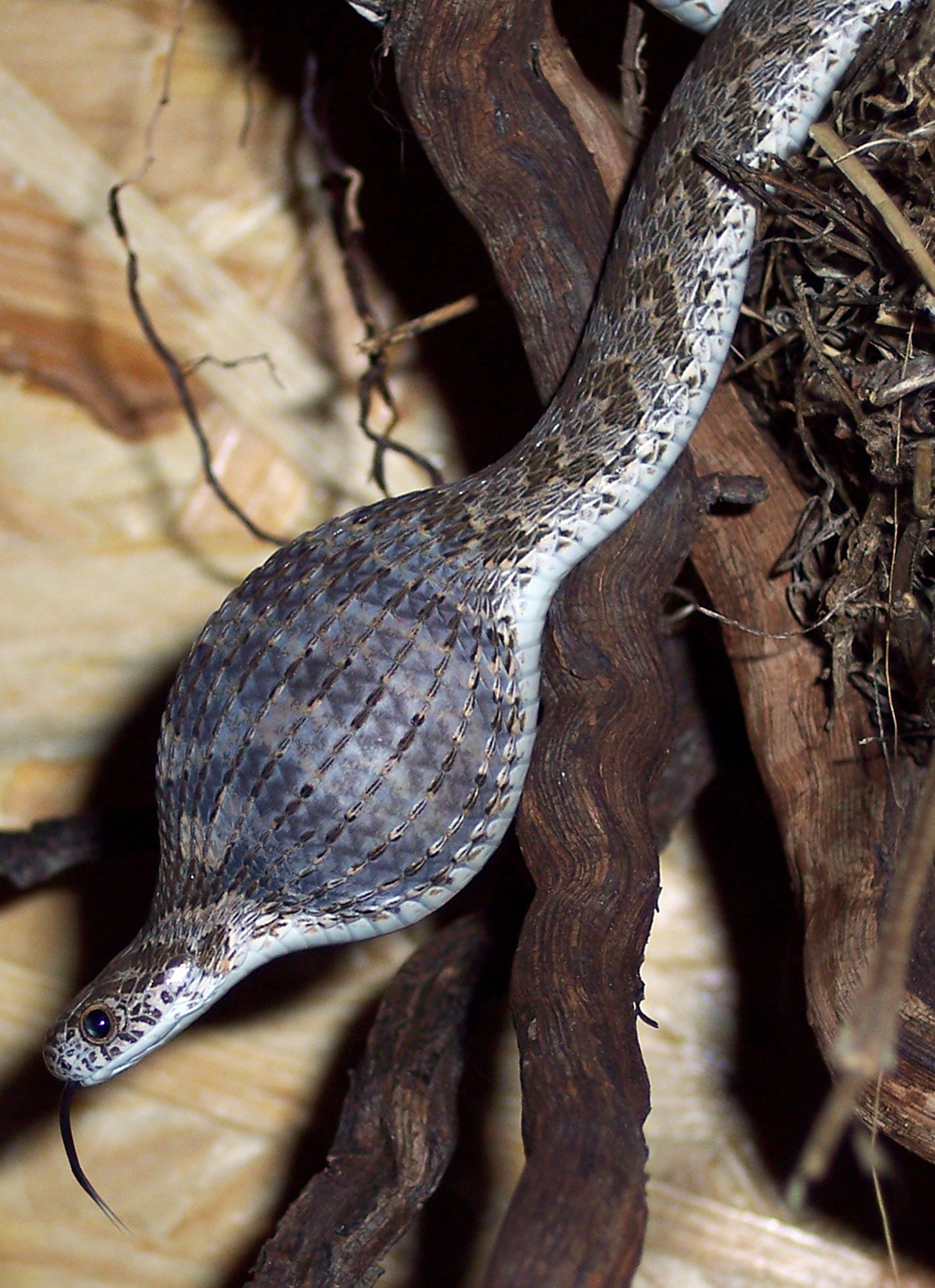
Een eieretende slang heeft net een ei verslonden.

Ovivoor is een term in de biologie die betekent dat een dier zich vrijwel uitsluitend met eieren van andere dieren voedt. Voorbeelden hiervan zijn varanen, korsthagedissen en enkele soorten slangen. Onder de zoogdieren zijn de wasbeer, de otter en de hermelijn geduchte eierjagers.
Een aantal dieren kent bijzondere variaties van ovivoriteit; bijvoorbeeld de pijlgifkikker Dendrobates granuliferus, waarbij het vrouwtje nadat de kikkervisjes zijn uitgekomen toch eitjes blijft produceren. Deze zijn onbevrucht en dienen enkel om de larven te voeden. Hierdoor kunnen deze in zeer voedselarme condities overleven waar andere soorten het niet zouden uithouden, zoals zeer kleine plasjes water in planten.
De slangen uit het geslacht Dasypeltis eten eieren van vogels, die in één keer worden doorgeslikt. Eenmaal in de keel wordt het ei gekraakt door een uitsteeksel van de wervels. Vervolgens wordt de schaal weer uitgebraakt en de vloeibare inhoud verteerd.
Varanen zijn zo dol op eitjes dat ze nesten van krokodillen uitgraven, zelfs als de zeer agressieve moeder in de buurt is worden pogingen ondernomen.

## Naam
Het woord ovivoor is afgeleid van de Latijnse woorden ovum ("ei") en vorare ("eten, verslinden").